# Cyclophora rufescens
Cyclophora rufescens là một loài bướm đêm trong họ Geometridae.